# Rothenhaus (Wees)
Rothenhaus (dänisch: Rødehus) ist ein Ortsteil der Gemeinde Wees im Kreis Schleswig-Flensburg.

## Lage
Rothenhaus liegt an der Glücksburger Chaussee, die nach Glücksburg führt. Ab der Glücksburger Gemeindegrenze bis zum eigentlich Ort Glücksburg trägt sie den Namen Flensburger Straße. Westlich bei Rothenhaus befindet sich die Waldkante des Tremmeruper Waldes. 750 Meter südlich an der Glücksburger Chaussee liegt übrigens Büllemoos, hinter dem sich der Hauptort Wees anschließt.

## Geschichte
Die kleine Siedlung bestand zwischen 1700 und 1750 lediglich aus einem „Jägerhaus“, das später als Gasthaus genutzt wurde. 1777/78 ließ Herzog Friedrich Heinrich Wilhelm die Straße von Glücksburg in Richtung Wees, die letztlich nach Flensburg führt, ausbauen. Bei Rothenhaus ließ er eine Holzbrücke über die „Silkevad“, einem Nebenfluss der Ruhnbek, bauen. Den Bachbereich findet man auf heutigen Karten offensichtlich auch als Teil des Flusses Schwennau. Nach der Parzellierung des Meierhofes, in der zweiten Hälfte des 18. Jahrhunderts, entstanden bei Rothenhaus mehrere Katen, von denen eine den Namen Kopperfeld trug. Später wurde der Name Kopperfeld auf alle diese neuen Katen übertragen.
Auf einer Karte der dänischen Landesaufnahme von 1857/58 war der Ort unter dem Namen „Rödehus“ eingezeichnet. Auf der Karte der Preußischen Landesaufnahme von 1879 war der Ort unter dem Namen „Rothenhaus“ sowie in Teilen auch unter dem Namen „Kopperfeld“ zu finden. Genauso auf der überarbeiteten Karte von 1893:  Auf der aktualisierten Gebietskarte von 1926 war schließlich nur der Eintrag „Rothenhaus“ verzeichnet. Auch auf späteren Karten blieb der Eintrag „Kopperfeld“ verschwunden. Der Name Rothenhaus setzte sich für den vollständigen Ort durch. Zum Ende des 19. Jahrhunderts wurde die Flensburger Kreisbahn eingerichtet, welche einen Bahnhof Rothenhaus besaß. Ab Rothenhaus bestand eine starke Steigung, weshalb die Bahntrasse in einem weiten Bogen bis zum östlichen Waldrand geführt wurde. Der Abschnitt dieser Trasse ist, trotz Demontage der Gleise in den 1950er Jahren, heute noch erkennbar. 1961 lebten im Ort Rothenhaus 27 Einwohner. 1971 lebten 24 Einwohner dort. Das geschichtlich bedeutsamste Ereignis des Ortes begab sich im Jahr 1981. In der Gastwirtschaft „Tante Lene“ (beziehungsweise Rothenhaus) wurde damals der sogenannte Pharisäer-Streit entschieden. Heute existiert die Gaststätte von Rothenhaus offenbar nicht mehr.